# NGC 4351
NGC 4351 = NGC 4354 ist eine Balken-Spiralgalaxie mit ausgedehnten Sternentstehungsgebieten vom Hubble-Typ SBab im Sternbild Jungfrau an der Ekliptik. Sie ist schätzungsweise 101 Millionen Lichtjahre von der Milchstraße entfernt und hat einen Durchmesser von etwa 60.000 Lichtjahren. Die Galaxie ist unter der Katalognummer VCC 889 als Mitglied des Virgo-Galaxienhaufens gelistet und befindet sich nahe zu dessen Zentrum.

Im selben Himmelsareal befinden sich u. a. die Galaxien IC 3224, IC 3258, IC 3291, IC 3311.
Das Objekt wurde am 19. Mai 1863 von dem US-amerikanischen Astronomen  Heinrich Louis d’Arrest entdeckt. Am 17. April 1887 wurde die Galaxie von dem Astronomen Lewis A. Swift ebenfalls beobachtet und im NGC-Katalog als NGC 4354 verzeichnet.